# Christopher Tompkins
Christopher Tompkins (* 24. März 1780; † 9. August 1858 in Glasgow, Kentucky) war ein US-amerikanischer Politiker. Zwischen 1831 und 1835 vertrat er den Bundesstaat Kentucky im US-Repräsentantenhaus.

## Werdegang
Christopher Tompkins besuchte die öffentlichen Schulen seiner Heimat. Nach einem anschließenden Jurastudium und seiner Zulassung als Rechtsanwalt begann er in Glasgow in diesem Beruf zu arbeiten. Bereits im Jahr 1805 wurde er erstmals in das Repräsentantenhaus von Kentucky gewählt. In den 1820er Jahren schloss er sich der Bewegung gegen den späteren Präsidenten Andrew Jackson an und wurde Mitglied der kurzlebigen National Republican Party. Später schloss er sich den Whigs an.
Bei den Kongresswahlen des Jahres 1830 wurde Tompkins für die Nationalrepublikaner im zehnten Wahlbezirk von Kentucky in das US-Repräsentantenhaus in Washington, D.C. gewählt, wo er am 4. März 1831 die Nachfolge von Joel Yancey antrat. Zwei Jahre später tauschte er mit Chilton Allan den Distrikt. Allan kandidierte im zehnten Wahlbezirk, während Tompkins im dritten Distrikt zur Wahl antrat. Beide gewannen die anschließenden Wahlen. Damit konnte Tompkins bis zum 3. März 1835 eine weitere Legislaturperiode im Kongress absolvieren. Seit dem Amtsantritt von Präsident Jackson im Jahr 1829 wurde innerhalb und außerhalb des Kongresses heftig über dessen Politik diskutiert. Dabei ging es um die umstrittene Durchsetzung des Indian Removal Act, den Konflikt mit dem Staat South Carolina, der in der Nullifikationskrise gipfelte, und die Bankenpolitik des Präsidenten.
Im Jahr 1837 war Tompkins Wahlmann der Whigs bei den Präsidentschaftswahlen. Danach zog er sich aus der Politik zurück. In der Folge praktizierte er wieder als Anwalt. Christopher Tompkins starb am 9. August 1858 in Glasgow und wurde dort auch beigesetzt.